# Reserva de Flora y Fauna Dr. Rodolfo Talice
La Reserva de Flora y Fauna Doctor Rodolfo Talice (también conocida como Ecoparque Talice) es una reserva uruguaya, ubicada en la Ruta 3 km 193, Trinidad, Flores. 
En una superficie de 75 hectáreas con un gran lago central, conviven 1500 animales de 150 especies diferentes, entre ellos, mamíferos, aves y reptiles, tanto autóctonos, como provenientes de diversas partes del planeta.
El Ecoparque Tálice es un emprendimiento ejemplar, ubicado en el centro del país, que trasciende el interés departamental y nacional, posicionándose a nivel regional, entre otras cosas, por el alcance de la inversión en relación con su escala y por sus características. Desde 2013 la reserva está comprendida dentro del programa Geoparque Grutas del Palacio, área que junto a las pinturas rupestres de Chamangá (localizadas al este de Trinidad) forman parte de la Red Global de Geoparques de Unesco.

## Historia

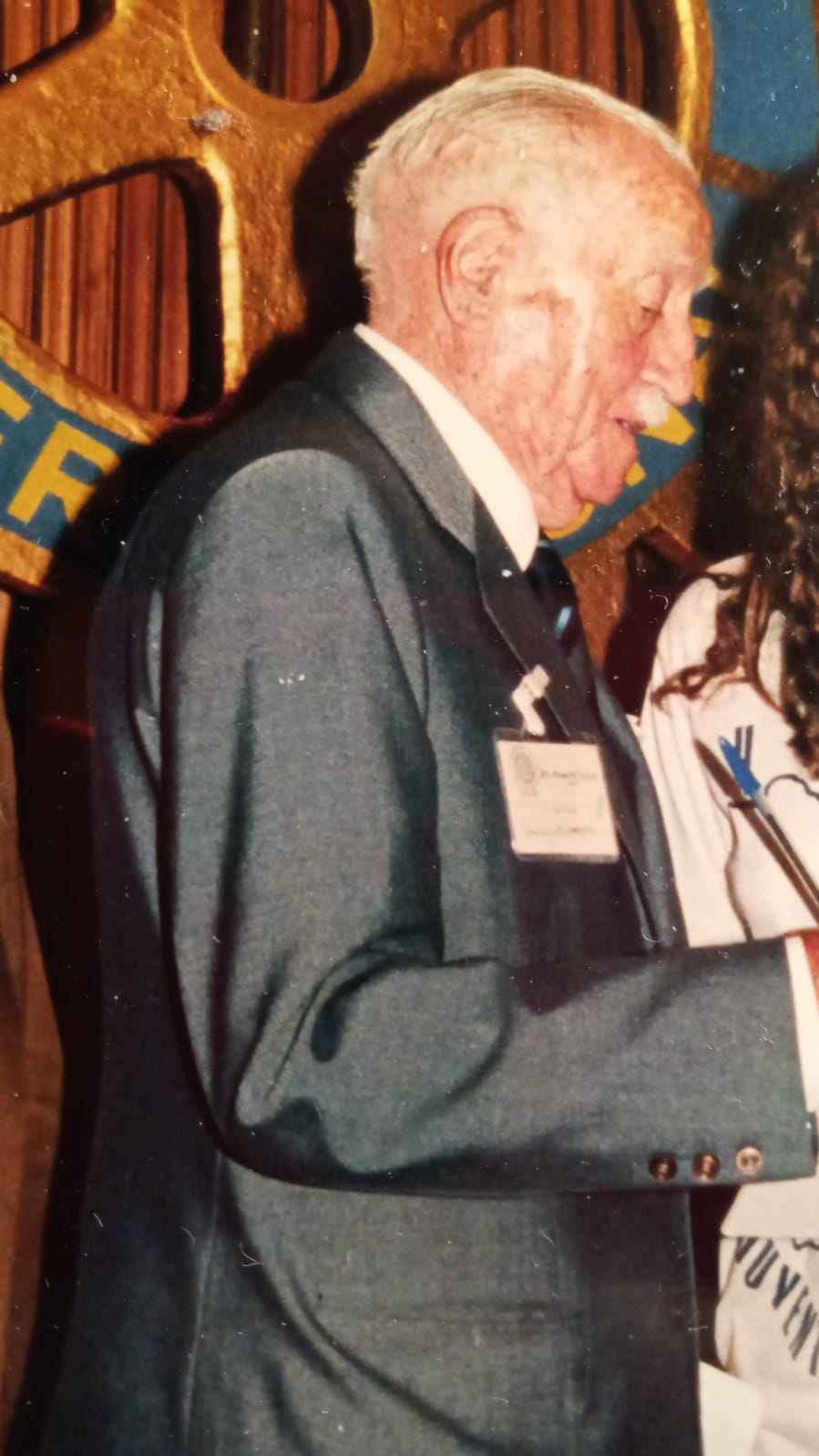
Rodolfo Talice

La reserva abrió sus puertas el 30 de julio de 1990 como resultado del proyecto “Flores por la vida” llevado adelante por la comisión de Preservación de Flora y Fauna de la Intendencia de Flores y la comisión de Preservación ambiental de la Junta departamental.
La reserva se nombró como forma de homenajear en vida al doctor Rodolfo Tálice, quien fuera el primer parasitólogo académico uruguayo, profesor catedrático, investigador de vasta trayectoria con una contundente vertiente intelectual y promotor activo de las ciencias biológicas (especialmente de la epidemiología).  
Precisamente, Tálice trascendió en esta área, que luego lo destacó como figura científica referente de Uruguay durante varias décadas del 1900. En un nuevo siglo llegaron las perspectivas de sostenibilidad para esta reserva, que desde su creación, fue gestionada en la órbita municipal de la Intendencia de Flores, y es en 2016 que dicha municipalidad hizo un llamado a expresión de interés para el desarrollo turístico del departamento, entre los que se contaba la Reserva de Flora y Fauna Rodolfo Talice. 
Actualmente, si de gestión se trata, este es un ejemplo de integración de las órbitas pública y privada. La propuesta ganadora fue adjudicada al primer proyecto público privado (cuya sigla es PPP) en turismo de Uruguay. El proyecto, que dotaba a la reserva de más y mejores servicios, así como de entretenimientos de carácter lúdico educativo, fue aprobado de forma unánime por la Junta Departamental, y en enero de 2017 comenzaron las obras de cara a reinaugurar en septiembre de 2018.
Los niños son el mayor tesoro para este proyecto que está pensado para que concurran con sus familias, sus maestras o sus amigos. Son, sin dudas, quienes más aprecian la experiencia, pensada en el mundo en que les tocará transitar y enmarcada en un área privilegiada que les permite aprender jugando.
Esta es una gestión que beneficia a la sociedad uruguaya, y que además de posicionarse como un ejemplo en la región, como el segundo geoparque en Sudamérica en obtener el reconocimiento de la UNESCO. Ecoparque Talice, fusiona historia y contemporaneidad, y se suma dentro de los cinco emprendimientos en la región reconocidos internacionalmente, siendo el único con ese estatus en Uruguay.
Hasta 2015 la entrada al parque era gratuita, luego de su reinauguración en 2018 luego de ser adjudicada al proyecto público privado pasó a cobrarse entrada y a tener un horario más restringido.

## Atractivos

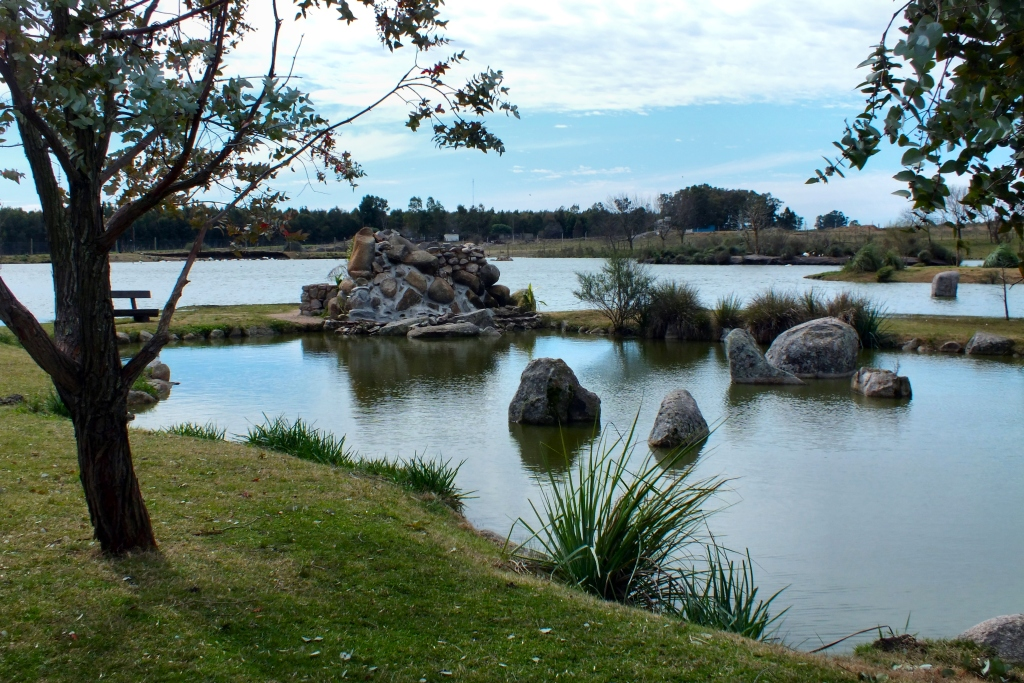
Reserva Rodolfo Talice en 2013.

El ecoparque tiene una gran extensión con zonas restringidas a los peatones como el Valle de los Ciervos, un área de 35 hectáreas donde residen tres tipos de estos animales de indiscutida belleza, junto con pecaríes y decenas de aves. 
Es necesario ingresar en los ómnibus eléctricos adaptados para no perturbar a los animales. El recorrido se hace en formato de safari fotográfico desde el propio vehículo, pasando por todas las demás zonas de mayor importancia del ecoparque. 
Otra de las atracciones preferidas por los chicos es el Rally Salvaje: autos a pedal de gran disfrute para niños y también para adultos, que permiten recorrer pistas con diferentes perspectivas del ecoparque, transitando por caminos que pasan muy cerca de muchos de los animales que lo habitan.
Existe un área cercada de 45 hectáreas con el acceso restringido al público, en donde se hay una numerosa presencia de ciervos axis, ñandúes, venados de campo y otras especies que se encuentran en libertad.
El mayor potencial del parque son las atracciones, pero de nada sirven si la secuencia no refleja un aprendizaje, característica sostenible que está presente en toda la experiencia. En esa curva de aprendizaje se encuentra también el equipo multidisciplinario que privadamente gestiona el parque, conscientes del éxito obtenido respecto a las expectativas planteadas antes de comenzar las obras. 
Hasta 2015 la reserva era visitada en promedio por unas 55 mil personas al año; ese número se ha triplicado en el primer año posterior a su apertura, realizada en septiembre del pasado año. Esta reserva se ha convertido en el principal sitio de interés turístico del departamento, ya que se estima que en fines de semana de intensa actividad llega a superar los 3.000 visitantes.
En 2021, con el código 1997-14-S, el Correo Uruguayo imprimió unos sellos valor $27 pesos uruguayos en homenaje a los treinta años de la reserva.